# Osica de Sus
Osica de Sus es una comuna ubicada en el distrito de Olt, Rumania.

## Superficie
Posee una superficie de 49,29 kilómetros cuadrados.

## Demografía
Hasta 2021 la población era de 4147 habitantes, con una densidad de población de 84,13 habitantes por kilómetro cuadrado.